# Valder og Busters uheldige Besøg i Thisted
|  | Denne artikel er oprettet af botten PalnaBot ud fra en ekstern database. Den kan derfor have sproglige fejl eller mangler. Denne skabelon kan fjernes efter kontrol af indholdet. |

Valder og Busters uheldige Besøg i Thisted er en stumfilm instrueret af Herluf Thomsen efter manuskript af Herluf Thomsen.